# Старуня
Стару́ня (укр. Старуня) — село в Богородчанской поселковой общине Ивано-Франковского района Ивано-Франковской области Украины.
Население по переписи 2001 года составляло 1954 человека. Занимает площадь 14 км². Почтовый индекс — 77763.
В селе находится единственный в Украине действующий вулкан.